# Flusso di ghiaccio Shimizu
Il flusso di ghiaccio Shimizu è un flusso di ghiaccio lungo circa 50 km situato in Antartide, dove si origina, in particolare, nell'entroterra della Terra di Marie Byrd. Situato nella parte nord-orientale del blocco dei monti Horlick, il flusso glaciale Shimizu si muove verso ovest-nord-ovest a partire da una quota di oltre 1800 m s.l.m. nell'area sita tra la catena Wisconsin e i colli Long, fino ad andare ad alimentare il flusso di ghiaccio Horlick.

## Storia
Il flusso di ghiaccio Shimizu è stato scoperto e cartografato dal personale dello United States Geological Survey (USGS) grazie a ricognizioni sia terrestri che aeree compiute da membri della marina militare statunitense e dello stesso USGS tra il 1960 e il 1964, ed è stato così battezzato dal comitato consultivo dei nomi antartici in onore di Hiromu Shimizu, un glaciologo che fu di stanza alla stazione Byrd durante la stagione invernale del 1961.